# La Partita del Cuore
La Partita del Cuore is een jaarlijkse Italiaanse voetbalwedstrijd voor het goede doel. In de twee teams doen voornamelijk zangers en oud-voetballers mee. Tijdens de benefietwedstrijd, die in totaal tachtig minuten duurt, zijn er kleine concerten en bekende gasten die voor de camera komen. Ook is er voor het publiek de mogelijkheid een sms te sturen waarvan de opbrengst aan het goede doel wordt gedoneerd.

## Edities
| #  | Jaar | Plaats          | Stadion                                     | Team 1                      | Team 2                                                             | Einduitslag                                                                              | Toeschouwers | Opbrengst        | Goede doel                                                                            | Presentator                          |
| -- | ---- | --------------- | ------------------------------------------- | --------------------------- | ------------------------------------------------------------------ | ---------------------------------------------------------------------------------------- | ------------ | ---------------- | ------------------------------------------------------------------------------------- | ------------------------------------ |
| 1  | 1992 | Rome            | Olympisch Stadion                           | Nazionale italiana cantanti | Telecronisti RAI                                                   | 5-6                                                                                      | 80.000       | L. 821.477.296   | ATMOS, ADMO                                                                           | Fabrizio Frizzi                      |
| 2  | 1993 | Palermo         | Stadio Renzo Barbera                        | Nazionale italiana cantanti | Piloti di Formula 1                                                | 0-1                                                                                      | 40.000       | L. 485.000.000   | AIL, ADMO                                                                             | Fabrizio Frizzi                      |
| 3  | 1994 | Napels          | Stadio San Paolo                            | Nazionale italiana cantanti | Campioni dello Sport                                               | 3-2                                                                                      | 60.000       | L. 507.542.000   | UNICEF, FISD, ADMO                                                                    | Fabrizio Frizzi                      |
| 4  | 1995 | Milaan          | Stadio Giuseppe Meazza                      | Nazionale italiana cantanti | Nazionale Magistrati                                               | 1-3                                                                                      | 70.000       | L. 1.037.349.000 | ASM, ALMIS, ADMO                                                                      | Fabrizio Frizzi                      |
| 5  | 1996 | Verona          | Stadio Marcantonio Bentegodi                | Nazionale italiana cantanti | Nazionale Politici                                                 | 2-2                                                                                      | 47.000       | L. 1.075.000.000 | Preti coraggio, Associazione per l'aiuto ai giovani con diabete, ABEO, AGARS          | Fabrizio Frizzi                      |
| 6  | 1997 | Bologna         | Stadio Renato Dall'Ara                      | Nazionale italiana cantanti | Nazionale Politici                                                 | 6-5                                                                                      | 33.000       | L. 844.403.000   | ANT, AICE + vari                                                                      | Fabrizio Frizzi                      |
| 7  | 1998 | Cagliari        | Stadio Sant'Elia                            | Nazionale italiana cantanti | Nazionale italiana Arbitri                                         | 2-3                                                                                      | 40.000       | L. 2.192.144     | IRPUE, L'aquilone + varie                                                             | Fabrizio Frizzi                      |
| 8  | 1999 | Florence        | Stadio Artemio Franchi                      | Nazionale italiana cantanti | Nazionale italiana piloti                                          | 1-1                                                                                      | 50.000       | L. 2.200.000     | Croce azzurra, FAO, Barmhartigheid + varie                                            | Fabrizio Frizzi                      |
| 9  | 2000 | Rome            | Olympisch Stadion                           | Nazionale italiana cantanti | All Stars for Peace                                                | 5-6                                                                                      | 60.000       | L. 929.255.000   | FAO + varie                                                                           | Fabrizio Frizzi                      |
| 10 | 2001 | Genua           | Stadio Luigi Ferraris                       | Nazionale italiana cantanti | Nazionale italiana piloti                                          | 1-1                                                                                      | 38.000       | €. 1.549.370     | FAO, Emergency, Unicef + varie                                                        | Fabrizio Frizzi                      |
| 11 | 2002 | Reggio Calabria | Stadio Oreste Granillo                      | Nazionale italiana cantanti | Inviati della solidarietà                                          | 4-3                                                                                      | 30.000       | €. 551.743       | CEFA + varie                                                                          | Fabrizio Frizzi                      |
| 12 | 2003 | Reggio Emilia   | Stadio di Reggio Emilia Città del Tricolore | Nazionale italiana cantanti | Team Ferrari                                                       | 1-4                                                                                      | 30.000       | €. 522.500       | Croce Rossa Italiana, AISM, Reggio nel mondo                                          | Milly Carlucci                       |
| 13 | 2004 | Florence        | Stadio Artemio Franchi                      | Nazionale italiana cantanti | UK Cup Stars                                                       | 6-6                                                                                      | 33.000       | €. 590.678       | AFAA + varie                                                                          | Milly Carlucci                       |
| 14 | 2005 | Milaan          | Stadio Giuseppe Meazza                      | Nazionale italiana cantanti | Golden Team for Children                                           | 6-5                                                                                      | 50.000       | €. 916.682       | Richard Gere Foundation + varie                                                       | Fabrizio Frizzi                      |
| 15 | 2006 | Verona          | Stadio Marcantonio Bentegodi                | Nazionale italiana cantanti | Italia mondiale                                                    | 6-2                                                                                      | 45.000       | €. 630.000       | ABEO, ADMO                                                                            | Fabrizio Frizzi                      |
| 16 | 2007 | Napels          | Stadio San Paolo                            | Nazionale italiana cantanti | Napoli mondiale                                                    | 7-3                                                                                      | 50.000       | €. 630.000       | Fondazione Cannavaro Ferrara + varie                                                  | Fabrizio Frizzi e Tosca D'Aquino     |
| 17 | 2008 | Rome            | Olympisch Stadion                           | Nazionale italiana cantanti | Unica                                                              | 6-6                                                                                      | 50.000       | €. 200.000       | CAMPUS della legalità + varie                                                         | Fabrizio Frizzi e Pupo               |
| 18 | 2009 | Turijn          | Olympisch Stadion                           | Nazionale italiana cantanti | Ale 10+                                                            | 6-6                                                                                      | 40.000       | €. 138.000       | ADISCO + ricostruzione in Abruzzo                                                     | Fabrizio Frizzi                      |
| 19 | 2010 | Modena          | Stadio Alberto Braglia                      | Nazionale italiana cantanti | Telethon Team con i piloti della Ferrari                           | 8-8                                                                                      | 20.000       | €. 1.360.000     | Fondazione Telethon + Parco della Musica Onlus                                        | Fabrizio Frizzi e Milly Carlucci     |
| 20 | 2011 | Parma           | Stadio Ennio Tardini                        | Nazionale italiana cantanti | Triangolare con Telethon Team e la Nazionale Italiana Parlamentari | 1) cantanti 3 - telethon 1 2) parlamentari 1 - telethon 3 3) parlamentari 1 - cantanti 2 | 20.000       | €. 102.705       | Fondazione Telethon + Campus della legalità                                           | Fabrizio Frizzi e Mara Venier        |
| 21 | 2012 | Palermo         | Stadio Renzo Barbera                        | Nazionale italiana cantanti | Nazionale italiana magistrati                                      | 0-2                                                                                      | 35.000       | €. 103.000       | Associazione Falcone Borsellino                                                       | Fabrizio Frizzi e Teresa Mannino     |
| 22 | 2013 | Turijn          | Juventus Stadium                            | Nazionale italiana cantanti | Team Campioni per la Ricerca                                       | 9-9                                                                                      | 41.247       | €. 1.830.000     | Istituto di Candiolo per la Ricerca e la Cura del Cancro (Irccs)+ Fondazione Telethon | Fabrizio Frizzi e Cristina Chiabotto |
| 23 | 2014 | Florence        | Stadio Artemio Franchi                      | Nazionale italiana cantanti | Team Emergency                                                     | 4-4                                                                                      | 40.000       | €. 289.920       | Emergency                                                                             | Carlo Conti                          |